# Malla (matador)
Pour l’article ayant un titre homophone, voir Mala.
Agustín García Díaz dit « Malla », né à Vallecas (Espagne, province de Madrid) le 5 mai 1897 et mort à Lunel (France, département de l’Hérault) le 4 juillet 1920, était un matador espagnol.

## Présentation
Il se présente à Madrid comme novillero le 29 août 1909 aux côtés de « Angelillo » et « Dominguín II » face à des taureau de la ganadería de Arribas. Il prend l’alternative à Madrid (Espagne), dans la plaza de Vista Alegre, le 27 mars 1910 avec comme parrain « Lagartijillo  », face des taureaux de la ganadería de Aleas.
Il confirme cette alternative le 17 mai 1911 avec comme parrain « Machaquito » et comme témoins Vicente Pastor et Rafael « El Gallo »
Le 4 juillet 1920, il est tué dans les arènes de Lunel par un taureau de l’élevage Lescot.